# Вислоух, Северин
Северин Вислоух (пол. Seweryn Wysłouch, 19 марта 1900, Перковичи, Гродненская губерния — 28 февраля 1968, Вроцлав) — профессор, историк и юрист.

## Биография
Северин Вислоух родился 19 марта 1900 года в деревне Перковичи Кобринского Повета (теперь Дрогичинского района Брестской области Белоруссии). Представитель шляхетского рода Вислоухов. С 1927 по 1939 год — научный сотрудник университета Стефана Батория в Вильне, после войны профессор (1945) и ректор (с 1947 по 1952), Вроцлавского университета. В 1948 году он соорганизатор выставки возвращенных территорий. С 1956 по 1958 декан юридического факультета.
Основатель и директор (1949—1953) Вроцлавского филиала Западного института, один из основателей Силезского института в Ополе, с 1957 по 1960 год председатель его Учёного совета.
Умер 28 февраля 1968 в городе Вроцлав.